# 1822 Waterman
Az 1822 Waterman (ideiglenes jelöléssel 1950 OO) a Naprendszer kisbolygóövében található aszteroida. Az Indianai Egyetem fedezte fel 1950. július 25-én.